# 域多利皇后街
域多利皇后街（英語：Queen Victoria Street）是香港島中環的一條街道，跟隔鄰的租庇利街一樣，全長600米，雙線單向由北至南行車。它不是巴士專線，所有車輛經此街道，可以由干諾道中上行到德輔道中，甚至上行到皇后大道中。街道以英女皇維多利亞命名。

## 命名
域多利皇后街的命名，原為紀念維多利亞女王。但由於早年英文與中文翻譯上的問題，「維多利亞」被音譯為「域多利」，而「女王」則因英文與「王后」同為 ，中国原为封建帝国统治，习惯称国王为皇帝，女王为女皇，王后为皇后，因此被誤譯作「皇后」。

## 周邊設施
域多利皇后街外有中環街市巴士站，巴士站鄰近舊中環街市（中環購物廊）、中環至半山自動扶梯、中商大廈、鴻基大廈等。

## 位置
域多利皇后街的西邊是空置多時的兩層式建築物中環街市，它的西北面是恒生銀行總行大廈，東北是恒生大廈，它的東南邊有中資的集友銀行大廈，及中商大廈，還有三聯書店前的巴士站等。域多利皇后街南面向是發展中的前華潤百貨公司，前稱為大華國貨公司，現稱100QRC。

## 圖片

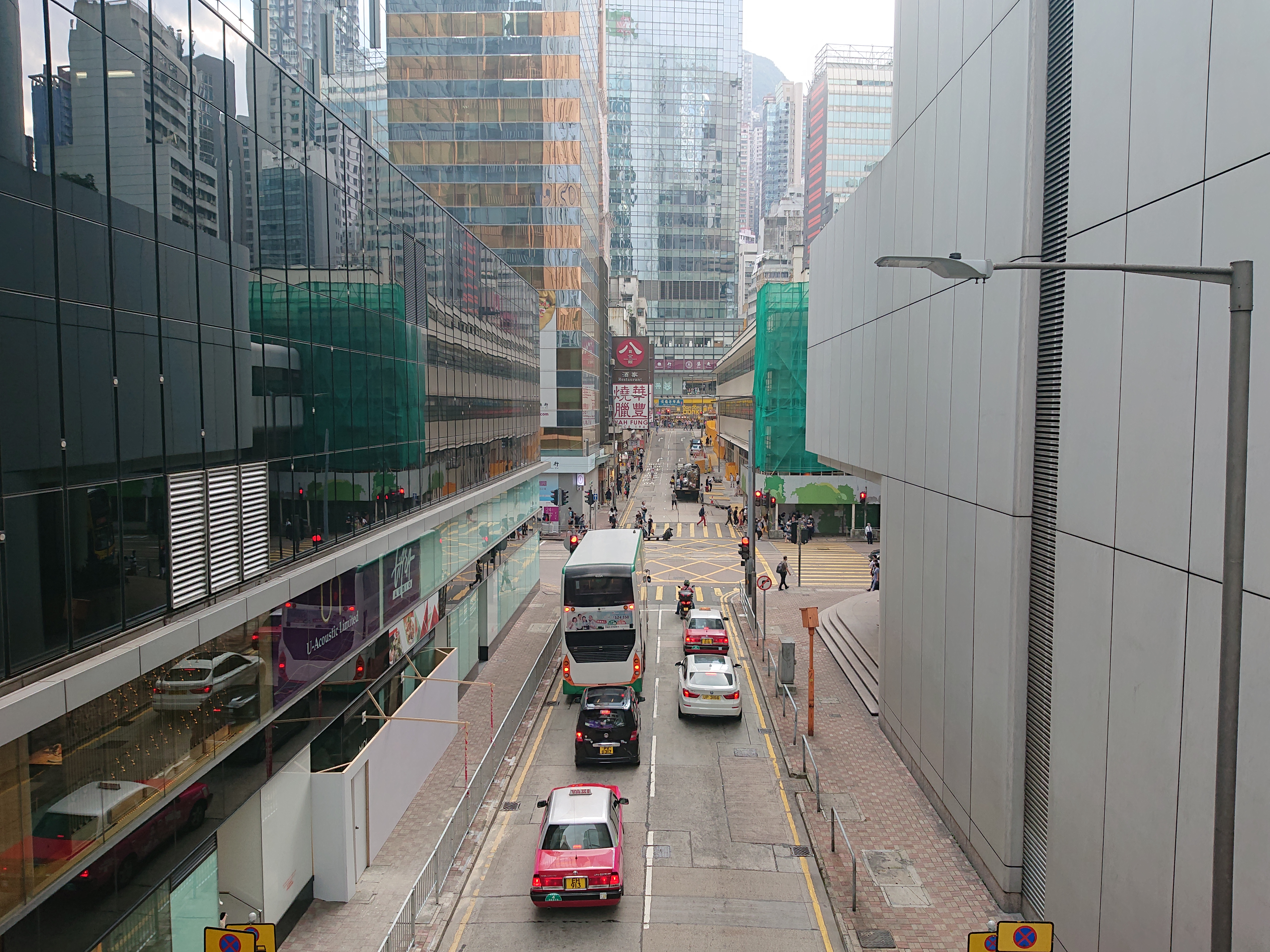
由北向南望向域多利皇后街
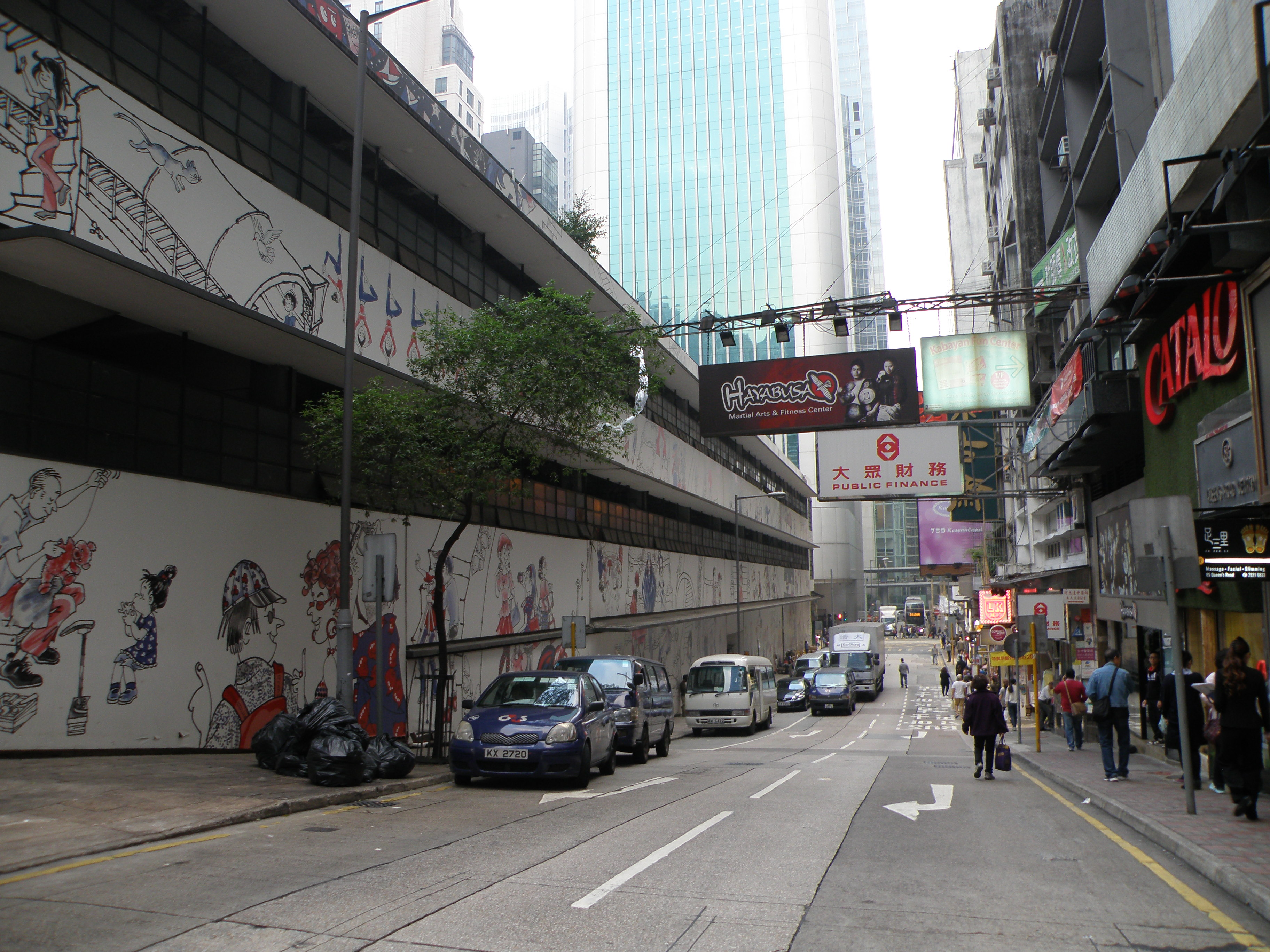
域多利皇后街之西面空置多時的中環街市
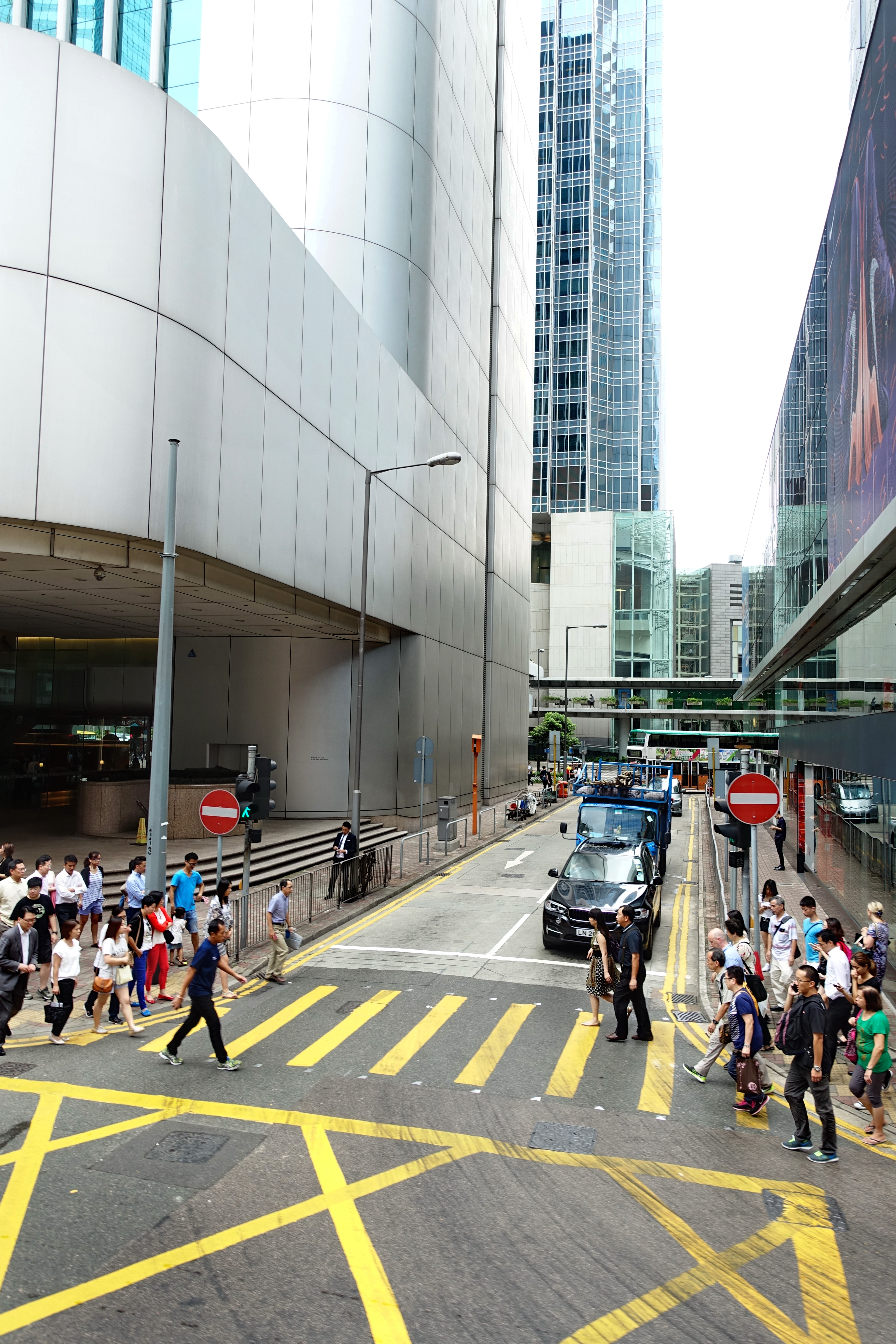
從德輔道中向東北望向域多利皇后街
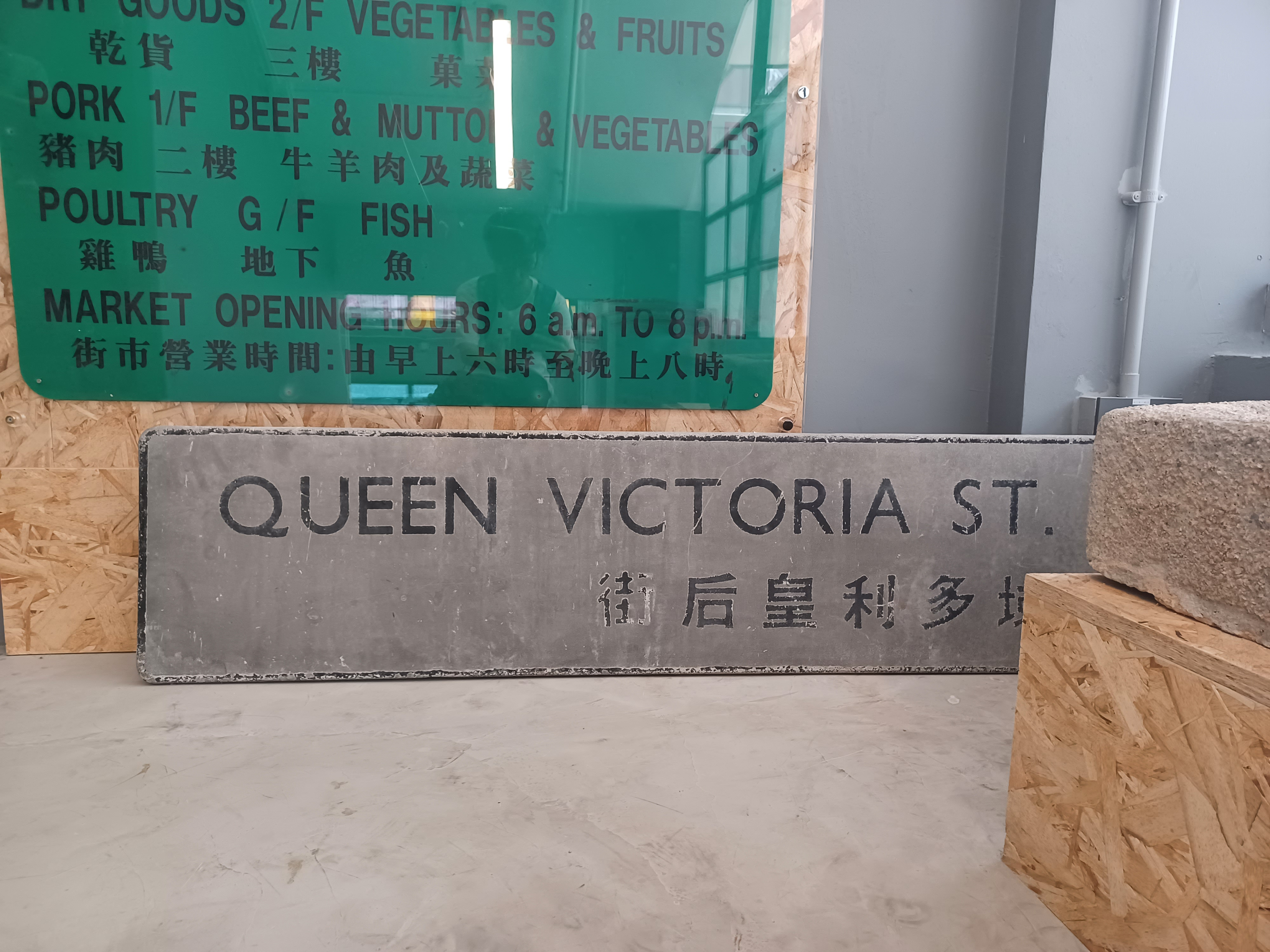
域多利皇后街長型街牌，在中環街市內展出

## 外部連結
- 域多利皇后街地圖（页面存档备份，存于）